# Совершенное число
Соверше́нное число́ (др.-греч. ἀριθμὸς τέλειος) — натуральное число, равное сумме всех своих собственных делителей (то есть всех положительных делителей, отличных от самого́ числа). Например, число 6 равно сумме своих собственных делителей 1 + 2 + 3. Это понятие было введено пифагорейцами в VI веке до н. э.; согласно их нумерологической мистике, совпадение числа с суммой своих делителей свидетельствовало об особом совершенстве такого числа.
Если суммировать все делители числа (то есть добавить само число) {\displaystyle \sigma (N)-N=N} или {\displaystyle \sigma (N)=2N,} получим другое эквивалентное определение: Совершенные числа — это числа, у которых сумма всех делителей в 2 раза больше самого числа.
По мере того как натуральные числа возрастают, совершенные числа встречаются всё реже. Неизвестно, бесконечно ли множество всех совершенных чисел. Неизвестно также, есть ли среди них нечётные.
Первые совершенные числа:
1. 6: {\displaystyle \ 2^{2-1}(2^{2}-1)} = 2 · 3,
2. 28: {\displaystyle \ 2^{3-1}(2^{3}-1)} = 4 · 7,
3. 496: {\displaystyle \ 2^{5-1}(2^{5}-1)} = 16 · 31,
4. 8128: {\displaystyle \ 2^{7-1}(2^{7}-1)} = 64 · 127,
5. 33 550 336: {\displaystyle \ 2^{13-1}(2^{13}-1)} = 4096 · 8191,
6. 8 589 869 056: {\displaystyle \ 2^{17-1}(2^{17}-1)} = 65 536 · 131 071,
7. 137 438 691 328: {\displaystyle \ 2^{19-1}(2^{19}-1)} = 262 144 · 524 287,
8. 2 305 843 008 139 952 128: {\displaystyle \ 2^{31-1}(2^{31}-1)} = 1 073 741 824 · 2 147 483 647,
9. 2 658 455 991 569 831 744 654 692 615 953 842 176: {\displaystyle \ 2^{61-1}(2^{61}-1)} = 1 152 921 504 606 846 976 · 2 305 843 009 213 693 951,
10. 191 561 942 608 236 107 294 793 378 084 303 638 130 997 321 548 169 216 : {\displaystyle \ 2^{89-1}(2^{89}-1)} = 309 485 009 821 345 068 724 781 056 · 618 970 019 642 690 137 449 562 111,
11. 131 640 364 585 696 … 728 128: {\displaystyle \ 2^{107-1}(2^{107}-1)}
12. 144 740 111 546 645 … 199 152 128: {\displaystyle \ 2^{127-1}(2^{127}-1)}
13. 235 627 234 572 673 … 555 646 976: {\displaystyle \ 2^{521-1}(2^{521}-1)}
14. 141 053 783 706 712 … 537 328 128: {\displaystyle \ 2^{607-1}(2^{607}-1)}
15. 541 625 262 843 658 … 984 291 328: {\displaystyle \ 2^{1279-1}(2^{1279}-1)}

…

## Примеры
- 1-е совершенное число — 6 имеет следующие собственные делители: 1, 2, 3; их сумма равна 6.
- 2-е совершенное число — 28 имеет следующие собственные делители: 1, 2, 4, 7, 14; их сумма равна 28.
- 3-е совершенное число — 496 имеет следующие собственные делители: 1, 2, 4, 8, 16, 31, 62, 124, 248; их сумма равна 496.
- 4-е совершенное число — 8128 имеет следующие собственные делители: 1, 2, 4, 8, 16, 32, 64, 127, 254, 508, 1016, 2032, 4064; их сумма равна 8128.

## История изучения

### Чётные совершенные числа
Алгоритм построения чётных совершенных чисел описан в IX книге «Начал» Евклида, где было доказано, что число {\displaystyle \ 2^{p-1}(2^{p}-1)} является совершенным, если число {\displaystyle \ 2^{p}-1} является простым (т. н. простые числа Мерсенна). Ибн аль-Хайсам был первым, кто попытался (неудачно) доказать и обратное утверждение, что все чётные совершенные числа имеют вид, указанный Евклидом. Строгое доказательство было позднее дано Леонардом Эйлером.
В античные времена были известны только первые четыре совершенных числа (соответствующие р = 2, 3, 5 и 7), они приведены в «Арифметике» Никомаха Геразского.
Пятое, шестое и седьмое совершенные числа обнаружил в XIII веке арабский математик Исмаил ибн Фаллус, однако в Европе эти числа оставались неизвестны ещё несколько сотен лет.
Пятое совершенное число 33 550 336, соответствующее р = 13, нашёл в 1536 году голландский математик Худалрик Peгиус (лат. Hudalrichus  Regius) в трактате «Utriusque Arithmetices» (1536 год). Позднее это число было также обнаружено историками в неопубликованной рукописи Региомонтана 1461 года.
В 1603 году итальянский математик Катальди обнаружил и опубликовал шестое и седьмое совершенные числа: 8 589 869 056 и 137 438 691 328. Они соответствуют р = 17 и р = 19. Заодно он опроверг гипотезу Никомаха, согласно которой в последних цифрах членов последовательности совершенных чисел чередуются цифры 6 и 8.
Восьмое совершенное число {\displaystyle \ 2^{31-1}(2^{31}-1)} в 1772 году открыл Леонард Эйлер, а также доказал, что любое чётное совершенное число должно иметь вид {\displaystyle \ 2^{n-1}(2^{n}-1)}, причём {\displaystyle \ 2^{n}-1} должно быть простым.
Девятое совершенное число {\displaystyle \ 2^{61-1}(2^{61}-1)} в 1883 году открыл Иван Михеевич Первушин — священник Русской православной церкви из Шадринского уезда Пермской губернии.
В начале XX века были найдены ещё три совершенных числа (для р = 89, 107 и 127). В дальнейшем поиск затормозился вплоть до середины XX века, когда с появлением компьютеров стали возможными вычисления, превосходящие человеческие возможности.
На 2024 год известно 52 совершенных числа, вытекающих из простых чисел Мерсенна, поиском которых занимается проект добровольных вычислений GIMPS.
52-е совершенное число обнаружил 36-летний Люк Дюрант из Калифорнии, США. Оно равно {\displaystyle \ 2^{136279841-1}(2^{136279841}-1)}.

### Нечётные совершенные числа
Нечётных совершенных чисел до сих пор не обнаружено, однако не доказано и то, что их не существует. Неизвестно также, конечно ли множество нечётных совершенных чисел, если они существуют.
Доказано, что нечётное совершенное число, если оно существует, превышает 102200; при этом число простых делителей такого числа с учётом кратности не меньше 101. Поиском нечётных совершенных чисел занимается проект добровольных вычислений OddPerfect.org.

## Свойства
Все чётные совершенные числа (кроме 6) являются суммой кубов последовательных нечётных натуральных чисел:
{\displaystyle 1^{3}+3^{3}+5^{3}+\ldots +(2n-1)^{3}=n^{2}(2n^{2}-1)}.
Все чётные совершенные числа являются треугольными и одновременно шестиугольными числами, то есть могут быть представлены в виде {\displaystyle n({2n-1})} для некоторого натурального числа {\displaystyle n}.
Сумма всех чисел, обратных делителям совершенного числа (включая само число), равна 2. Это прямое следствие определения и того факта, что сумма делителей при делении на само число дает сумму чисел, обратных делителям.
Все совершенные числа являются числами Оре.
Все чётные совершенные числа, кроме 6 и 496, заканчиваются в десятичной записи на 16, 28, 36, 56 или 76.
Если сложить все цифры чётного совершенного числа (кроме 6), затем сложить все цифры полученного числа и так повторять, пока не получится однозначное число, то это число будет равно 1 (2 + 8 = 10, 1 + 0 = 1; 4 + 9 + 6 = 19, 1 + 9 = 10…) Эквивалентная формулировка: остаток от деления чётного совершенного числа, отличного от 6, на 9 равен 1.
Благодаря своей форме {\displaystyle 2^{p-1}(2^{p}-1)} каждое чётное совершенное число представлено в двоичной форме в виде последовательности {\displaystyle p} единиц, за которыми следует {\displaystyle p-1} нолей, например: {\displaystyle 6_{10}=110_{2},28_{10}=11100_{2},496_{10}=111110000_{2},8128_{10}=1111111000000_{2}} (последовательность A135650 в OEIS).

## В религии
Особенный («совершенный») характер чисел 6 и 28 был признан в культурах, имеющих основание в авраамических религиях, утверждающих, что Бог сотворил мир за 6 дней и обративших внимание на то, что Луна совершает оборот вокруг Земли примерно за 28 дней.
Джеймс Эшельман в книге «Еврейские иерархические имена Брии» пишет, что в соответствии с гематрией:

Не менее важна идея, выраженная числом 496. Это «теософское расширение» числа 31 (то есть сумма всех целых чисел от 1 до 31). Помимо всего прочего, это сумма слова малхут (царство). Таким образом, Царство, полное проявление первичной идеи Бога, предстает в гематрии как естественное дополнение или проявление числа 31, которое является числом имени 78.

«Левиафан» (букв. «извивающийся») — один из четырёх Князей Тьмы, воплощённый в форме змея. Поэтому удерживать Левиафана — значит контролировать энергии Нефеш, ассоциируемые со сфирой йесод. Во-вторых, «змей изгибающийся» может означать и «свернувшийся кольцами змей», то есть Кундалини. В-третьих, гематрия слова «Левиафан» — 496, так же как и слова «Малхут» (Царство); представление о том, что архангел Йесод сдерживает природу Малхут, даёт богатую пищу для размышлений. В-четвёртых, число 496 — это сумма чисел от 1 до 31, то есть полное расширение, или проявление, имени «Эль», божественного имени трёх высших сфирот в Брии (в том числе и сфиры Кетер, ангелом которой является Йехоэль).

В Евангелии от Иоанна число 496 связывает воедино Пролог и Эпилог. В Прологе 496 слогов, а в Эпилоге (более пространном) 496 слов.
В сочинении «О граде Божьем» святой Августин писал:

Число 6 совершенно само по себе, а не потому, что Господь сотворил всё сущее за 6 дней; скорее наоборот, Бог сотворил всё сущее за 6 дней потому, что это число совершенно. И оно оставалось бы совершенным, даже если бы не было сотворения за 6 дней.

## Вариации и обобщения
Античные математики различали три типа натуральных чисел, в зависимости от суммы их собственных делителей:
- избыточные числа, для которых сумма собственных делителей больше, чем само число;
- недостаточные числа, для которых сумма собственных делителей меньше, чем само число;
- совершенные числа, для которых сумма собственных делителей равна самому числу.

Современные исследования показали, что наиболее распространены недостаточные числа, их примерно 75 %. Избыточных чисел немногим менее 25 %. Доля совершенных чисел на интервале от 1 до {\displaystyle N} с ростом {\displaystyle N} стремится к нулю.
Натуральное число, сумма всех делителей которого кратна самому числу, называется мультисовершенным.